# Kalasiris

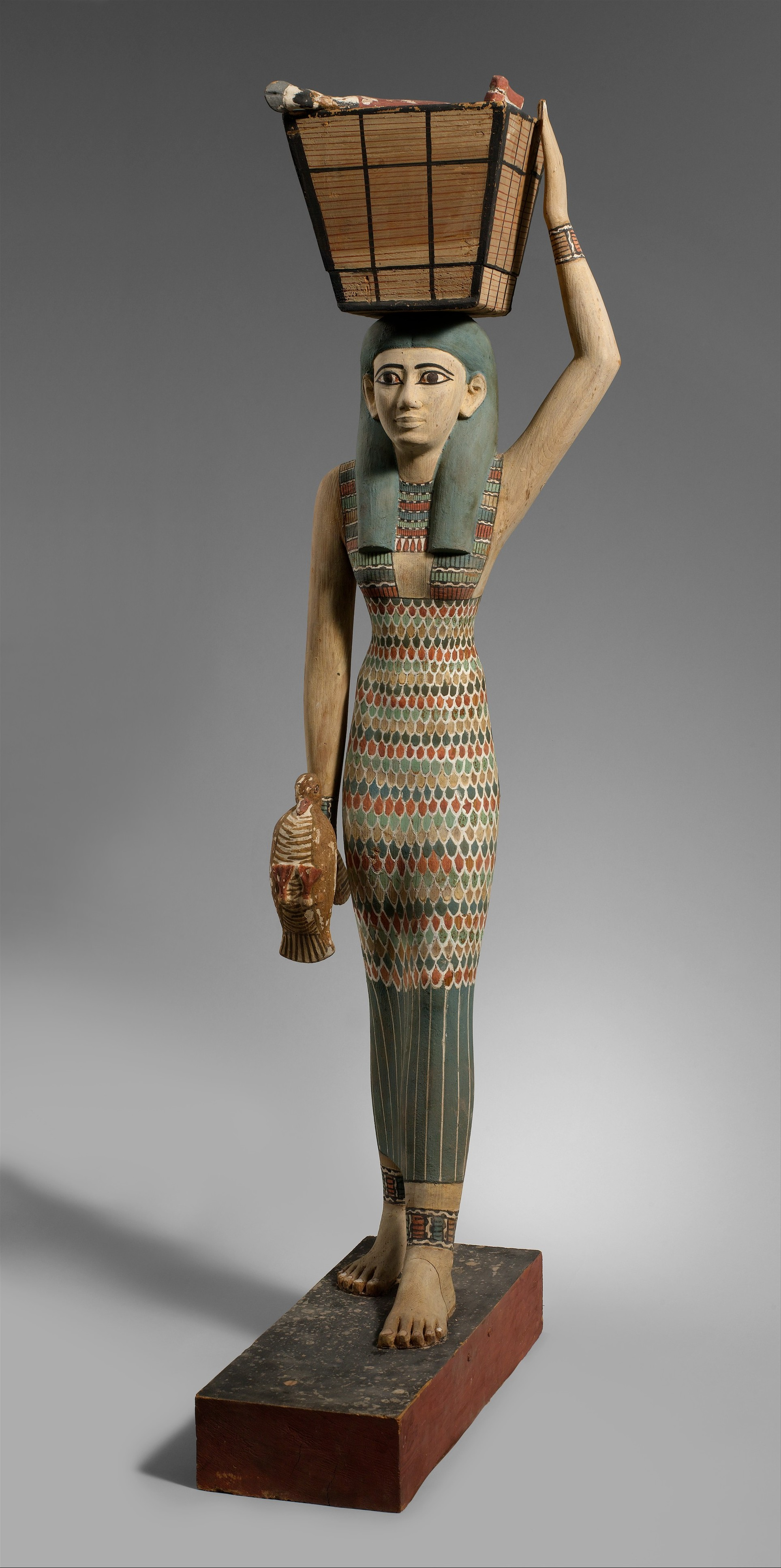
Frau in Kalasiris (11. Dynastie)

Die Kalasiris (altgriechisch καλάσιρις) ist in der Kostümkunde des Alten Ägypten die Bezeichnung für das von den Frauen bereits im Alten Reich getragene Trägerkleid bzw. das ab dem Neuen Reich von beiden Geschlechtern getragene Hemdgewand. Die Kalasiris war meist aus feinem, gefälteltem Leinen und bei den Männern stets ärmellos.
Überliefert ist die Bezeichnung bei Herodot als ein fransensbesetztes, leinenes Unterkleid der Ägypter. Demokrit zufolge wurde die Kalasiris auch von Persern und Ioniern getragen. Die Bezeichnung steht vermutlich in Beziehung zur Kriegerklasse der Kalasirieis.